# Sogod (Southern Leyte)
Sogod, Cebuano: Lungsod sa Sogod, Tagalog: Bayan ng Sogod, Waray: Bungto han Sogod, ist eine philippinische Stadtgemeinde in der Provinz Southern Leyte auf der Insel Leyte. Sie hat 44.986 Einwohner (Zensus 1. August 2015), die in 45 Barangays leben. Die Gemeinde wird als teilweise urban beschrieben und liegt am Kopf der Sogod-Bucht. Sogod liegt ca. 71 km nordöstlich der Provinzhauptstadt Maasin City und ist von dort über den Maharlika Highway erreichbar.
In der Gemeinde befindet sich der Hauptcampus der Southern Leyte State University.

## Baranggays
| - Benit - Buac Daku - Buac Gamay - Cabadbaran - Concepcion - Consolacion - Dagsa - Hibod-hibod - Hindangan - Hipantag - Javier - Kahupian - Kanangkaan - Kauswagan - La Purisima Concepcion | - Libas - Lum-an - Mabicay - Mac - Magatas - Mahayahay - Malinao - Maria Plana - Milagroso - Pancho Villa - Pandan - Zone I (Pob.) - Zone II (Pob.) - Zone III (Pob.) - Zone IV (Pob.) | - Zone V (Pob.) - Rizal - Salvacion - San Francisco Mabuhay - San Isidro - San Jose hapit na ang fiesta - San Juan (Ag-ta) - San Miguel - San Pedro - San Roque - San Vicente - Santa Maria - Suba - Tampoong - Olisihan |